# Ittihad Riadhi Baladiat El Hadjar
Maillots
Dernière mise à jour : 3 mai 2020.
L'Ittihad Riadhi Baladiat El Hadjar (en arabe : الاتحاد الرياضي لبلدية الحجار), plus couramment abrégé en IRB El Hadjar ou encore en IRBEH, est un club algérien de football fondé en 1975, et basé dans la ville d'El Hadjar, dans la Wilaya d'Annaba.

## Histoire
L'équipe du Ittihad Riadhi Baladiat El Hadjar a évolué par le passé en Division 2, mais sans jamais parvenir à accéder en Division 1. 
Actuellement[Quand ?], l'IRBEH évolue en Ligue Régionale 2/Annaba (D5).